# الرابطة التونسية الرابعة لكرة القدم
الرابطة التونسية الرابعة لكرة القدم (بالفرنسية: DIVISION IV) هو التصنيف الرابع للفرق التونسية.

## السجل عبر التاريخ
| رابطة الشمال - 2009 : النادي الرباضي بالدهماني - 2010 : موج عبد الرحمان - 2011 : ستير جرزونة - 2012 : المستقبل الرياضي بوادي الليل                   | رابطة تونس و الوسط - 2009 : خطاف القلعة الكبرى - 2010 : النفيضة الرياضية - 2011 : الجمعية الرياضية بأريانة - 2012 : نادي كرة القدم بالحمامات |
| رابطة الوسط الشرقي - 2009 : النجم الرياضي بالجم - 2010 : الملعب الرياضي الصفاقسي - 2011 : الاتحاد الرياضي بقصور الساف - 2012 : النادي الرياضي الحجري | رابطة الجنوب - 2009 : النسر الرياضي بجلمة - 2010 : الإتحاد الرياضي المطوي - 2011 : النادي الأولمبي بمدنين - 2012 : النادي الرياضي بالمهدية   |

## السجل حسب الولاية
| الرابطة الجهوية لتونس - 2013 : الاتحاد الرياضي بجبل الجلود - 2014 : الشبيبة الرياضية بسكرة - 2015 : المستقبل الرياضي بسكرة - 2016 : مولدية منوبة   | الرابطة الجهوية للقيروان - 2013 : النادي الرياضي لحاجب العيون - 2014 : الأمل الرياضي بحفوز - 2015 : النادي الرياضي لحاجب العيون - 2016 : النجم الرياضي بالوسلاتية | الرابطة الجهوية لسوسة - 2013 : الملعب السوسي - 2014 : خطاف القلعة الكبرى - 2015 : القلعة الرياضية - 2016 : النادي الرياضي بهرقلة                              |
| | | |
| الرابطة الجهوية للوطن القبلي - 2013 : المستقبل الشعبي بسليمان - 2014 : النجم الرياضي الرادسي - 2015 : الملعب النابلي - 2016 : جمعية مقرين الرياضية | الرابطة الجهوية لصفاقس - 2013 : النادي الرياضي لبوجنينة - 2014 : وداد ساقية الداير - 2015 : الهلال الرياضي بالشابة - 2016 : النادي الرياضي لبوجنينة               | الرابطة الجهوية لقابس - 2013 : أولمبيك غنوش - 2014 : الواحة الرياضية بشنني - 2015 : الاتحاد الرياضي المطوي - 2016 : وداد الحامة                               |
| | | |
| الرابطة الجهوية للشمال - 2013 : الاتحاد الرياضي بالجديدة - 2014 : اتحاد تستور - 2015 : النادي المجازي - 2016 : الأهلي الماطري                      | الرابطة الجهوية لسيدي بوزيد - 2013 : النجم الرياضي بفريانة - 2014 : الإتفاق الرياضي بالسبيبة - 2015 : نسر جلمة - 2016 : الإتفاق الرياضي بالسبيبة                  | الرابطة الجهوية للمنستير - 2013 : النادي الرياضي ببمبلة - 2014 : النجم الرياضي لمنزل عبد النور - 2015 : النادي الرياضي ببمبلة - 2016 : المستقبل الرياضي بعشيج |
| | | |
| الرابطة الجهوية للشمال غربي - 2013 : النجم الرياضي بقعفور - 2014 : نادي الدهماني - 2015 : صافية الرياضية بالقصور - 2016 : مستقبل برنوصة            | الرابطة الجهوية لقفصة - 2013 : النجم الرياضي بدقاش - 2014 : السهم الرياضي قفصة-سكار - 2015 : نادي كرة القدم بالمديلة - 2016 : السهم الرياضي قفصة-سكار             | الرابطة الجهوية لمدنين - 2013 : الاتحاد الرياضي بتطاوين - 2014 : المستقبل الرياضي بالرقبة - 2015 : الاتحاد الرياضي جربة-عجيم - 2016 : الزيتونة الرياضية بشماخ |

## وصلات خارجية
- الموقع الرسمي للجامعة التونسية لكرة القدم